# ورامين (حسين أباد كرمان)
ورامین (بالفارسية: ورامین) هي منطقة سكنية تقع في إيران في Hoseynabad Rural District. يقدر عدد سكانها بـ 247 نسمة بحسب إحصاء 2016.